# Golam Meczit
Golam Meczit (bułg. Голям Мечит) – szczyt w paśmie górskim Riła, w Bułgarii, o wysokości 2568 m n.p.m.